# Allen Whitty
Allen Whitty   (Martley, 5 de maig de 1867 - Aldermaston, 22 de juliol de 1949) va ser un tirador anglès que va competir a començaments del segle xx.
El 1924 va prendre part en els Jocs Olímpics de París, on va disputar dues proves del programa de tir. Va guanyar la medalla d'or en la prova de tir al cérvol, doble tret per equips, mentre en la prova individual fou divuitè.